# Helge Nyncke
Helge Nyncke (* 1956, Würzburg) je německý ilustrátor dětských a mládežnických knih.

## Životopis
Nyncke studoval na Hochschule für Gestaltung v Offenbachu. Pracuje na volné noze a žije v Mühlheimu. Do povědomí veřejnosti se dostal ilustracemi k dětské knize Wo bitte geht’s zu Gott? fragte das kleine Ferkel od Michaela Schmidta-Salomona.

## Ilustrace
výběr
- Keiner will's gewesen sein. Baumhaus-Verlag, Zürich 1998
- Das Kosmos-Panoramabuch: Im Wald a Tiere in der Stadt. Kosmos, Stuttgart 2001/2002
- Von Saurieren und Urpferdchen. Patmos, Düsseldorf 2004
- Säbelzahntiger & Bambusbär. Patmos, Düsseldorf 2005
- Welches Tier fühlst du hier?. Loewe, Bindlach 2005
- Wir entdecken die Natur. Ravensburger Buchverlag, Ravensburg 2005
- Vorsicht, Saurier!. Brockhaus, Mannheim 2006
- Die Geschichte vom frechen Hund: Warum es klug ist, freundlich zu sein. Alibri Verlag, Aschaffenburg 2008

## Ocenění
- za knihu Wir entdecken die Natur - Naturführer für Kinder získal v roce 2007 Umweltpreis für Kinder- und Jugendliteratur